# Nairn, Skottland
Nairn är en ort i Storbritannien.   Den ligger i kommunen Highland och riksdelen Skottland, i den norra delen av landet, 700 km norr om huvudstaden London. Nairn ligger 20 meter över havet och antalet invånare är 8 551.
Terrängen runt Nairn är huvudsakligen platt, men söderut är den kuperad. Havet är nära Nairn norrut.Runt Nairn är det glesbefolkat, med 14 invånare per kvadratkilometer. Närmaste större samhälle är Forres, 15,7 km öster om Nairn. Trakten runt Nairn består i huvudsak av gräsmarker.